# Okręg Korpusu Nr IV
Okręg Korpusu Nr IV (OK IV) – okręg wojskowy Wojska Polskiego II RP w latach 1921–1939 z siedzibą dowództwa w Łodzi.

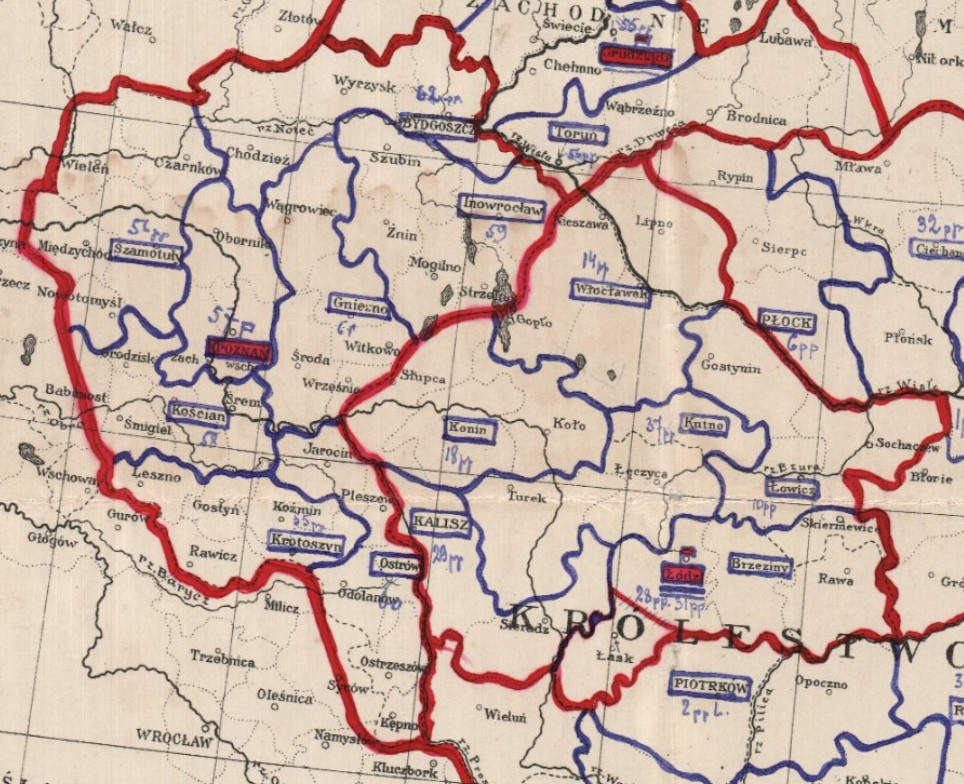
Okręgi Generalne Poznań i Łódź

## Zasięg terytorialny okręgu w latach 1938–1939
Okręg Korpusu Nr IV obejmował swoim zasięgiem (...)

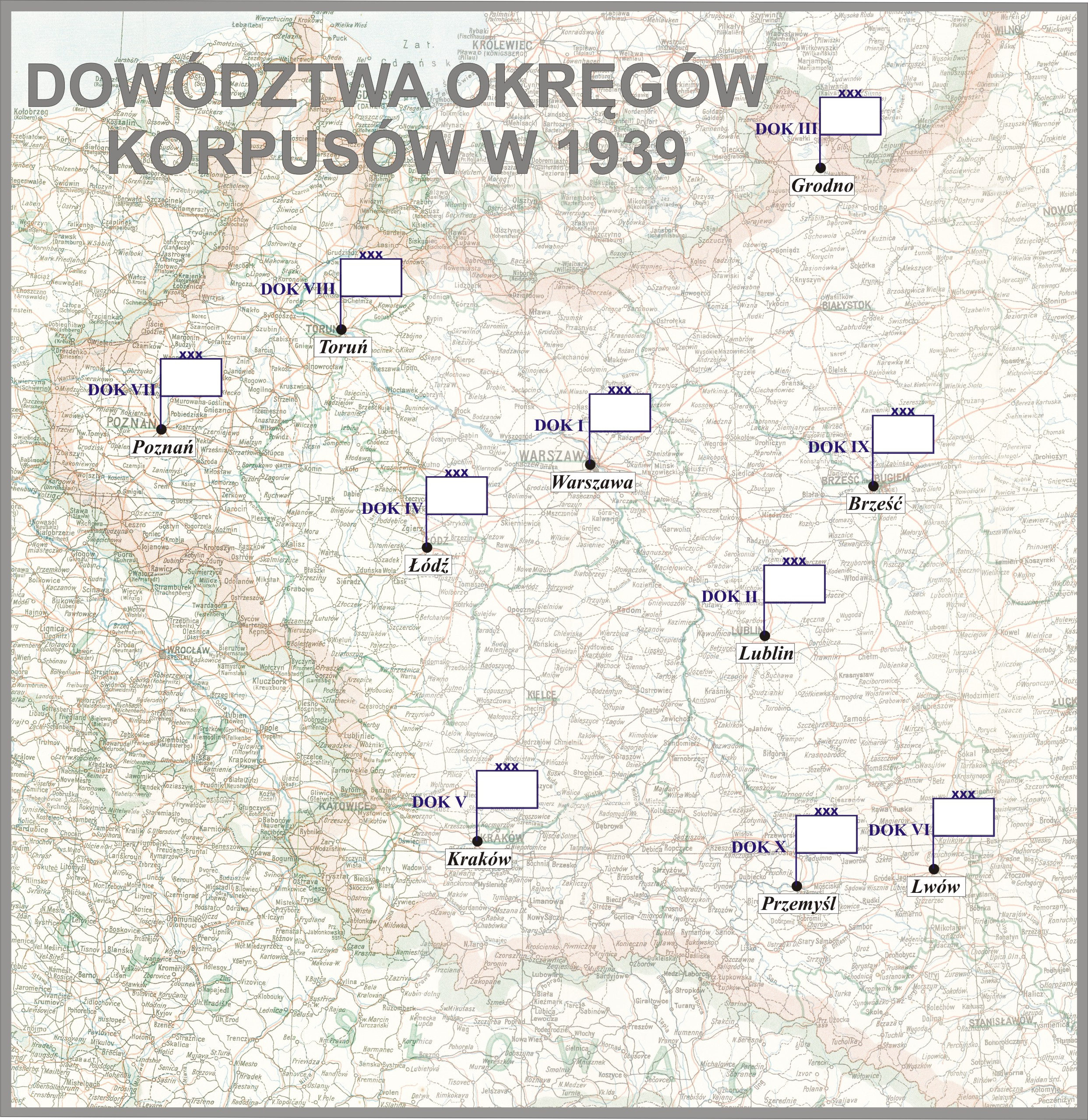
DOK w 1939

## Jednostki i instytucje wojskowe stacjonujące na obszarze OK VI

### Wyższe dowództwa
- Dowództwo Okręgu Korpusu Nr IV w Łodzi (1921-1939)

### Wielkie jednostki, oddziały i pododdziały broni
Piechota
- Dowództwo 7 Dywizji Piechoty w Częstochowie
- Dowództwo 10 Dywizji Piechoty w Łodzi
- Dowództwo 26 Dywizji Piechoty w Skierniewicach
- Sieradzka Brygada Obrony Narodowej w Łodzi (od 1 września 1939 w Wieluniu)
- Strzelecka Brygada Obrony Narodowej w Łodzi

Kawaleria
- Komenda Rejonu PW Konnego 7 DP w Częstochowie
- Komenda Rejonu PW Konnego 10 DP w Sieradzu
- Komenda Rejonu PW Konnego 26 DP w Kutnie

Artyleria
- 4 Grupa Artylerii w Łodzi (1929-1939)
- 4 pułk artylerii ciężkiej w Łodzi (II dywizjon w Tomaszowie Mazowieckim)

Wojska Samochodowe i Bronie Pancerne
- 4 dywizjon samochodowy w Łodzi (1921-1930)
- kadra 4 dywizjonu samochodowego w Łodzi (1930-1935)
- kadra 10 batalionu pancernego w Łodzi i Zegrzu (1935-1937)
- 10 batalion pancerny w Łodzi i Zegrzu

Saperzy
- Ośrodek Sapersko-Pionierski 7 DP w Częstochowie (1937-1939)
- Ośrodek Sapersko-Pionierski 10 DP w Sieradzu (1937-1939)

Łączność
- kompania telegraficzna 7 DP → Kompania Łączności 7 DP w Łodzi
- kompania telegraficzna 10 DP → Kompania Łączności 10 DP w Częstochowie
- kompania telegraficzna 26 DP → Kompania Łączności 26 DP w Skierniewicach

Wojska Taborowe (Tabory)
- 4 szwadron zapasowy taborów w Łodzi
- 4 Dywizjon Taborów w Łodzi (1921-1925)
- 4 szwadron taborów w Łodzi (1925-1929)
- 4 szwadron taborów w Łęczycy (1929-1931)
- kadra 4 dywizjonu taborów w Łęczycy (1931-1939)

Żandarmeria
- 4 dywizjon żandarmerii w Łodzi

### Oddziały i zakłady służb
Służba zdrowia
- Okręgowy Szpital Nr IV → 4 Szpital Okręgowy

Kierownictwa rejonów sanitarnych zostały utworzone w listopadzie 1921 roku, natomiast ich likwidacja została przeprowadzona w kwietniu 1924 roku.
- Kierownictwo Rejonu Sanitarnego Łódź
- Kierownictwo Rejonu Sanitarnego Częstochowa
- Kierownictwo Rejonu Sanitarnego Skierniewice
- Szpital Rejonowy w Piotrkowie
- Szpital Rejonowy w Częstochowie
- Szpital Rejonowy w Skierniewicach

Służba weterynaryjna
- Kadra 4 Okręgowego Szpitala Koni w Łodzi (1921-1925)
- 4 Okręgowy Szpital Koni w Łodzi (1925-1926)

Służba sprawiedliwości
- Wojskowy Sąd Okręgowy Nr IV w Łodzi

Służba uzupełnień

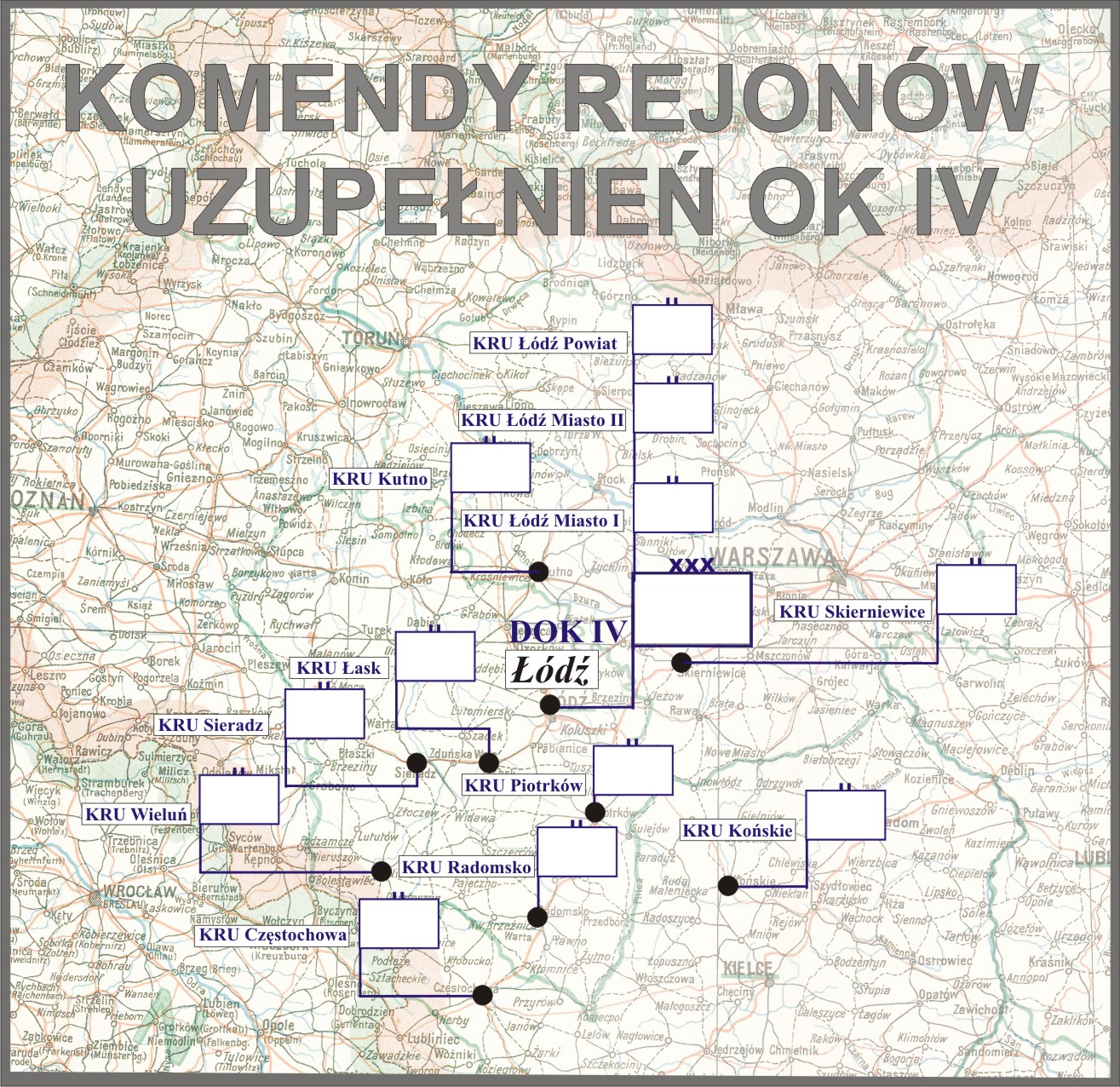
Komendy rejonów uzupełnień OK III

- Komenda Rejonu Uzupełnień Łódź Miasto I
- Komenda Rejonu Uzupełnień Łódź Miasto II
- Komenda Rejonu Uzupełnień Łódź Powiat
- Komenda Rejonu Uzupełnień Częstochowa
- Komenda Rejonu Uzupełnień Końskie
- Komenda Rejonu Uzupełnień Kutno
- Komenda Rejonu Uzupełnień Łask
- Komenda Rejonu Uzupełnień Piotrków
- Komenda Rejonu Uzupełnień Radomsko
- Komenda Rejonu Uzupełnień Sieradz
- Komenda Rejonu Uzupełnień Skierniewice
- Komenda Rejonu Uzupełnień Wieluń

### Władze lokalne i garnizonowe
- Komenda Obozu Ćwiczeń „Raducz”
- Komenda Obozu Ćwiczeń „Barycz”

## Źródła i bibliografia
- Rocznik Oficerski 1923. Warszawa: Ministerstwo Spraw Wojskowych, 1923.
- Rocznik Oficerski 1924. Warszawa: Ministerstwo Spraw Wojskowych, 1924.
- Rocznik Oficerski 1928. Warszawa: Ministerstwo Spraw Wojskowych, 1928.
- Rocznik Oficerski 1932. Warszawa: Ministerstwo Spraw Wojskowych, 1932.
- Witold Jarno: Okręg Korpusu Wojska Polskiego nr IV Łódź 1918-1939. Łódź: Wydawnictwo „Ibidem”, 2001. ISBN 83-88679-10-4.